# Kriomikroskopia elektronowa

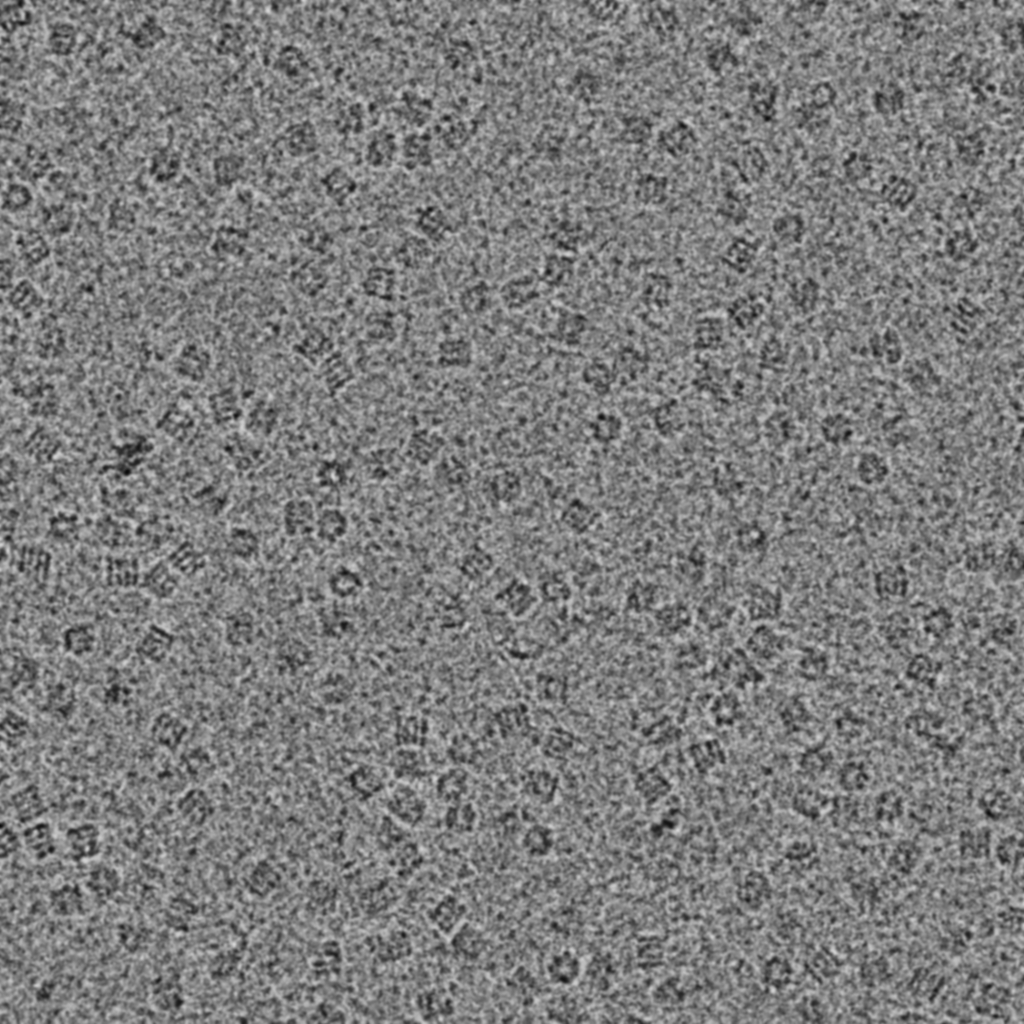
Obraz spod mikroskopu – powiększenie 50000×

Kriomikroskopia elektronowa lub mikroskopia krioelektronowa (cryogenic electron microscopy, cryo-EM) – wariant mikroskopii elektronowej pozwalający na obrazowanie makromolekuł z niemal atomową dokładnością. Cryo-EM może osiągać rozdzielczość do 1,25 Å. Możliwe jest – w przeciwieństwie do krystalografii – zobrazowanie ruchomych, heterogennych obiektów oraz zbadanie zmian konformacyjnych danej cząsteczki.
Udoskonalenie tej metody zostało w 2017 r. uhonorowane nagrodą Nobla. Otrzymali ją Jacques Dubochet, Joachim Frank i Richard Henderson.

## Klasyczna mikroskopia elektronowa
Mikroskop elektronowy w swojej zasadzie działania jest bardzo podobny do mikroskopu optycznego. Zawiera soczewki i obiektywy, jednak zamiast światła używa się wiązki elektronów. Występuje działo elektronowe, a soczewki (będące cewkami elektrycznymi, przez które przepływa prąd) wytwarzają pole magnetyczne, przez co skupiają wiązkę elektronów, która ostatecznie utworzy obraz. Dodatkowo ważnym elementem odróżniającym mikroskopy elektronowe od optycznych jest wykonywanie pomiarów w niezbędnej próżni. Maksymalne powiększenie uzyskane przy użyciu mikroskopu optycznego to 2000×, natomiast EM umożliwiają osiągnięcie powiększenia rzędu nawet 3 000 000×.
W skład standardowego mikroskopu elektronowego wchodzą:
- działo elektronowe
- układ soczewek elektromagnetycznych (kondensor, cewki skanujące/odchylające)
- obiektyw
- detektory
- układ przetwarzający zebraną informację
- układ pomp wytwarzających próżnię

Do zwizualizowania obiektu o danej wielkości lub dwóch obiektów oddalonych od siebie o jakąś odległość, trzeba użyć promieniowania elektromagnetycznego o fali krótszej niż ta odległość. Zatem do badań poszczególnych atomów, należy użyć fali o długości krótszej niż 1 Å, co wyklucza wykorzystanie światła widzialnego, które charakteryzuje się długością fali w przedziale 380–750 nanometrów (10−9 m). Elektronów natomiast używa się dlatego, iż odpowiadająca tym cząstkom długość fali (przy takim napięciu przyspieszającym) wynosi 0,2 Å.
Występują dwa główne typy mikroskopów elektronowych – mikroskop elektronowy transmisyjny (TEM – Transmission electron microskopy) i mikroskop elektronowy skaningowy (SEM – scanning electron microscopy).
Próbki biologiczne bardzo słabo oddziałują z elektronami. Do pomiarów SEM wykorzystuje się jedynie suche materiały. Szacuje się, że cząsteczka zanurzona w roztworze wodnym oddziałuje z elektronami tylko 30% mocniej niż sama woda, co stanowi przyczynę niskiego kontrastu obrazowania. Materiały organiczne, które naturalnie wykazują małą zawartość wody (np. pióra, kości) można obrazować bez obróbki, jednak żywe komórki należy utrwalić poprzez wysuszenie np. aldehydem glutarowym. Następnie przestrzenie pozbawione wody wypełnia się etanolem, który jest usuwany z próbek przy pomocy CO2. Po przyklejeniu próbek do podłoża wykonuje się napylenie złotem.
Inną metodą utrwalanie próbek jest barwienie negatywne. Przez wiele lat przygotowanie preparatów polegało na umieszczeniu badanej cząsteczki na podłożu i pokryciu jej cieniutką warstwą soli ciężkiego metalu (np. uranu), który silnie oddziaływał z elektronami. Barwienia negatywnego używa się jedynie przy obserwacjach transmisyjnych, gdy rejestruje się wyłącznie elektrony przechodzące przez próbkę. Warto zwrócić uwagę, że każdy z wymienionych sposobów wiąże się ze zniszczeniem struktury przestrzennej danej cząsteczki.

## Mikroskopia elektronowa z zamrażaniem próbki
W połowie lat 80 XX w. Jacques Dubochet stworzył nową metodę preparowania cząsteczek. Zaproponował zamrażanie cząsteczek w bardzo cienkiej warstwie wody.
Do zalet takiego działania należą m.in. możliwość wizualizacji nie tylko powierzchni, ale także wnętrza cząsteczek, utrzymywanie zamrożonej badanej próbki w naturalnym środowisku (wodnym), unieruchomienie cząsteczek oraz spowolnienie procesu uszkadzania preparatów pod wpływem elektronów. Jednak w dalszym ciągu duży problem stanowi kontrast, który może uniemożliwiać odnalezienie badanych próbek. Aby uzyskać jak najbardziej precyzyjne wyniki Joachim Frank udoskonalił metodę nakładania na siebie poszczególnych obrazów, a Richard Henderson stworzył z nich trójwymiarową wizualizację.
Podłoże, które składa się z nicianej siatki, pokrytej warstwą polimeru i węgla, umieszcza się wewnątrz specjalnego urządzenia, w którym znajduje się płynna substancja wykazująca bardzo niskie temperatury wrzenia i bardzo wysokie przewodnictwo cieplne – najczęściej używa się ciekłego etanu (temp. -183 °C) schładzanego przez ciekły azot (temp. −195,8 °C). Próbka w ułamku sekundy jest zamrażana. Istotne, żeby zamrożenie zachodziło tak szybko, ponieważ to umożliwia powstawanie amorficznego lodu, cząsteczki nie ułożą się w krystaliczną strukturę. Ponadto dzięki tak szybkiemu zamrożeniu można otrzymać cząsteczki w ich naturalnej konformacji i orientacji.
Przebieg tworzenia wizualizacji cząsteczki:
- zamrożenie preparatu
- zarejestrowanie setek lub tysięcy zdjęć
- identyfikacja obrazów cząsteczek znajdujących się na zdjęciach
- identyfikacja obrazów, w których cząsteczka znajduje się w tej samej orientacji[7]
- nałożenie na siebie obrazów w celu zwiększenia kontrastu
- przekształcenie każdej z takich projekcji w model 3D

Problemy występujące przed udoskonaleniem metody CryoEM
1. Niski kontrast
2. Szybkie uszkadzanie próbek przez działanie elektronów
3. Ruch próbek podczas rejestracji danych – próbki wibrowały dodatkowo rozmazując obraz

Jednym z najważniejszych wydarzeń podczas udoskonalania metody Cryo-EM było stworzenie nowego typu kamer umieszczanych wewnątrz mikroskopów elektronowych. Tradycyjnie używano filmu fotograficznego. Następnie pojawiły się półprzewodnikowe kamery, jednak one łatwo ulegały uszkodzeniu pod wpływem promieniowania. Z tego powodu rejestracja obrazów była pośrednia – najpierw elektrony były przekształcane w zdarzenia świetlne, które to następnie były przenoszone do detektora. Detektor rejestrował tylko ok. 20% sygnału z elektronów. Nowy typ kamer, nowe półprzewodniki CMOS, które są dużo bardziej odporne na działanie elektronów umożliwiły rejestrowane bezpośrednie. Kamery są dużo bardziej czułe, rejestrują do 50% elektronów, które docierają. Dodatkową zaletą jest ich szybkość. Dzięki temu zamiast rejestrować jedną ekspozycję trwającą kilka sekund – można rejestrować filmy z 24 klatkami na sekundę. Zdjęcia z długą ekspozycją, w przypadku drgającej cząsteczki są rozmazane, w przypadku nowych kamer otrzymuje się słabe obrazy, jednak stabilne, nieporuszone. W tych kilku kratkach można skorygować ruchy cząsteczek i nałożyć na siebie, dzięki czemu ostatecznie uzyskuje się znacznie ostrzejszy obraz.